# 風の中のあいつ (1984年のテレビドラマ)
『風の中のあいつ』（かぜのなかのあいつ）は、1984年に放送されたテレビドラマ。
本項目では、翌年に放送された続編の『気になるあいつ』（きになるあいつ）についても解説する。

## 風の中のあいつ

### 放送日時（風の中のあいつ）
日本テレビ系列で1984年5月12日から9月29日に放送。

### 内容（風の中のあいつ）
勝又医院に勤めることになった、底抜けに明るくさわやかで正義感あふれる新米医師・津村一平（渡辺徹）の姿を描く明朗痛快な青春ドラマ。最後は一平が久米島に、恋のライバルである花形進（金田賢一）がニューヨークにそれぞれ旅立つ。勝又梢（榊原郁恵）が、行き先が描かれない飛行機に乗ってどちらかの後を追うというラストとなっている。

### キャスト（風の中のあいつ）
- 津村一平：渡辺徹
  - 正義感に強いが、少々単純に考えるところがある役柄。また、年上の夫婦喧嘩の仲裁をするなど、23歳の割にかなりませた医師である。勝又家に居候することで、梢らの家族に関わることに。
- 勝又梢：榊原郁恵
  - 勝又秀子の孫で、病院に勤務。一平が居候で同居するようになり、物事をズバズバ言う一平に最初は反発するが、しだいに気になる存在になる。最終回では、一平と花形の両方からプロポーズされる。
- 大石桃子：松本伊代
  - 看護婦。一平に好意を寄せるが、失恋する。
- 花形進：金田賢一
  - 勝又秀子に病院経営を任せられている。熱血漢で単純に物事を考える一平とは正反対で、静でかつ論理的に考えるインテリタイプ。一平よりも早くから知り合っていた梢にプロポーズする。
- 吉本忠義：明石家さんま
  - 花形の部下。底抜けに明るい男であるが、嫉妬心が強く、他人の色恋沙汰をいちいちはやし立てる癖がある。
- 勝又洋介：坂上忍
  - 梢の弟で高校生。将来的に勝又病院を次ぐ可能性もあるということで、周囲の期待が大きいというプレッシャーのためか、優柔不断な面もある。
- 橋田加代：篠ひろ子
  - 離婚歴のある看護師。
- 勝又功：矢崎滋
  - 妻と死別し父子家庭となり、橋田に思いを寄せる医師。勝又家の親戚として勤務している。
- 桂木五郎：梅宮辰夫
- 岡島和子：菅井きん
- 岡本信人
- 大場久美子
- 田崎佐和：北原佐和子
- 樋口冴子：児島美ゆき
- 滝川まるみ：白石まるみ
- 田崎金太：阿藤海
- 田崎和江：東啓子
- 松本研一：石井愃一
- 戸村みどり：園みどり
- 木森香：栗田陽子
- 勝又ゆかり：市丸和代
- 大石節子：寺田路恵
- ネリ：早坂ねり
- レイ子：宮川麗子
- 川田大三：秋野大作
- 川田道子：一谷伸江
- 川田マサ：戸川暁子
- 圭之輔：岡本圭之輔
- 光夫：中西良太
- 弥生：三浦リカ
- 津村講平：松村達雄
- 大石松之助：坂上二郎
- 勝又秀子：山岡久乃
  - 梢らの祖母。病院経営は花形らに任せている。

### スタッフ（風の中のあいつ）
- 作：松原敏春（全話）
- 演出：細野英延（1、2、5、6、9、10、13、14、17、20各話）、中山史郎（3、4、7、8、11、12、15、16、18、19各話）
- プロデューサー：平林邦介
- 音楽：馬飼野康二

### 主題歌（風の中のあいつ）
- 「瞳・シリアス」（作詞：松本隆/作曲：筒美京平/編曲：川村栄二/歌：渡辺徹）

## 気になるあいつ

### 放送日時（気になるあいつ）
日本テレビ系列で1985年8月3日から12月28日に放送。

### 内容（気になるあいつ）
『風の中のあいつ』の続編だが、主な舞台を「生島病院」と、問題児を抱える「生島学園高校学生寮」に移し、主人公以外の名前・職業・性格設定が一致しないパラレルワールド的な作品である。
第1回は本ドラマ放送の前日である『太陽にほえろ!』（日本テレビ）1985年8月2日「ラガーよ、俺たちはおまえがなぜ死んだか知っている」回で渡辺徹が演じるラガー刑事が殉職するシーンの映像を見ながらスタートする。
久米島から東京の生島病院に転勤した津村一平が、併設の高校の寮長も兼任、病院内の争いや恋の三角関係、問題児の生徒たちとの関わりの中でたくましく生きる姿を描いている。最後には再び久米島に一平が戻るが、本作ではヒロイン（榊原郁恵）との恋愛も自然消滅を示唆している。

### キャスト（気になるあいつ）
- 津村一平：渡辺徹
- めぐみ（小児科医）：榊原郁恵
- 沢木慎太郎：明石家さんま
  - 本作では屈折した暗い性格の製薬メーカー医薬情報担当者である。妹の結婚と仕事の板挟みで悩む話があった。
- 生島仁（外科医）：片岡弘貴
- すみれ（看護婦）：甲斐智枝美：肝臓がんを周囲から肝炎と偽られ闘病する少女。真実を知って入水自殺未遂をはかる。
- 梶山：矢崎滋
  - 生島病院理事長代行。前作とは打って変わって冷酷で人を寄せ付けない事務長であり、一平と激しく対立するシーンが何度も登場する。肝臓がんの件で病院内での立場を次第に失っていく。
- 立花外科部長：山内明
- 町子：山口果林
- 武子：田島令子
  - 事務長に思いを寄せる看護師主任。肝臓がんの病名を本人に漏らす不祥事を起こす。
- 美代：山口いづみ
- 天現寺強：阿藤海
  - 高校の英語教師で、学生寮の舎監。
- 木戸洋次（寮生）：木暮毅
- 柳沢（寮生）：宇治正高
- 竹中力（寮生）：金山一彦
- 古谷（寮生）：古川聡
- 遠山（寮生）：三好圭一
- 南郷（寮生）：内海光司
- 江口一郎（生徒）：江端郁己
- 江口二郎（生徒）：江端郁世
- 川田あつ子
- 小川菜摘
- みどり（看護婦）：上田美恵
- 岩淵俊宣
- 花王おさむ
- 大塚周夫
- 黒沢ゆかり（英五郎の二女）：鷲見利恵
- 竹中の母：中原早苗
- 竹中の父：稲垣昭三
- 木戸周作（洋次の父）：坂上二郎
- 津村講平（一平の父）：松村達雄
- 黒沢英五郎（生島病院院長）：長門裕之

### スタッフ（気になるあいつ）
脚本と演出は#放送回（気になるあいつ）を参照。

### 主題歌（気になるあいつ）
- 「気になるあいつ｣（作詞：ちあき哲也 /作曲：杉本真人/ 編曲：桜庭伸幸/ 歌：渡辺徹）

### 挿入歌（気になるあいつ）
- 「青春あっぱれ節｣（作詞：阿久悠 /作曲：都倉俊一/ 編曲：後藤次利 /歌と演奏：HIT☆BOY）

### 放送回（気になるあいつ）
| 話数 | 放送日        | サブタイトル               | 脚本     | 演出     |
| ---- | ------------- | -------------------------- | -------- | -------- |
| 1    | 1985年 8月3日 | あいつが帰ってきた         | 松原敏春 | 細野英延 |
| 2    | 8月10日       | 家庭内暴力                 | 松原敏春 | 細野英延 |
| 3    | 8月17日       | 仕事が命か?                | 水谷竜二 | 中山史郎 |
| 4    | 8月31日       | 寮をぶちこわせ             | 水谷竜二 | 中山史郎 |
| 5    | 9月7日        | 手術のおくれは生命とり     | 松原敏春 | 細野英延 |
| 6    | 9月14日       | 寮生達の過去               | 松原敏春 | 中山史郎 |
| 7    | 9月21日       | 看護婦達のストライキ       | 水谷竜二 | 細野英延 |
| 8    | 9月28日       | 失格医師                   | 松原敏春 | 細野英延 |
| 9    | 10月5日       | 流産すれば離婚だ           | 松原敏春 | 中山史郎 |
| 10   | 10月12日      | 燃えつくせ命の炎を!        | 水谷竜二 | 中山史郎 |
| 11   | 10月19日      | タイガー・ジャージに栄光が | 水谷竜二 | 細野英延 |
| 12   | 10月26日      | 秀才の奢りと挫折           | 松原敏春 | 細野英延 |
| 13   | 11月2日       | 夢17歳・はるな一平         | 松原敏春 | 中山史郎 |
| 14   | 11月9日       | この部屋から明日へ         | 松原敏春 | 中山史郎 |
| 15   | 11月16日      | 翼の折れたエース           | 水谷竜二 | 太田雅晴 |
| 16   | 11月23日      | そして彼は走り始める       | 松原敏春 | 中山史郎 |
| 17   | 11月30日      | 娘よ!父の叫びはとどかない  | 松原敏春 | 細野英延 |
| 18   | 12月7日       | そして少女は海へ           | 松原敏春 | 細野英延 |
| 19   | 12月14日      | もう逢えないかもしれない   | 松原敏春 | 細野英延 |
| 20   | 12月21日      | あなたにそばに居て欲しい   | 松原敏春 | 中山史郎 |
| 21   | 12月28日      | あいつにサヨナラ           | 松原敏春 | 中山史郎 |